# Holly Hill (Florida)
Holly Hill è una città degli Stati Uniti d'America, situata in Florida, nella Contea di Volusia.